# رود لیه‌پونا
رود لیه‌پونا (انگلیسی: Liepona) یک رودخانه در استان کالینینگراد کشور روسیه است.